# Вельзе
Ве́льзе (нем. Welse) — река в Германии, левый приток Одера. Вельзе протекает по земле Бранденбург. Длина реки 58 км, площадь водосбора 808 км².
Исток находится близ Парлов-Гламбекка. От истока река течёт на восток, протекает через крупное озеро Воллецзе площадью 310 га около Ангермюнде. Озеро делит течение реки на приблизительно равные части разного характера — выше сохранилось русло реки и связанные с ним структуры и сооружения, ниже русло спрямляно, а окружающие его земли активно эксплуатируются. Кроме того, очистные сооружения Ангермюнде на 2004 год требовали модернизации и сточные воды города загрязняли течение реки ниже озера. Ниже озера Вельзе отклоняется к северо-востоку, а около Пассова сворачивает на юго-восток. Близ Шведта впадает в канал, проходящий параллельно Одеру.
Реку впервые упоминают в 1230 году как границу между Померанией и Бранденбургом.
Основной приток — Рандов — впадает слева в среднем течении.